# Xã Centre, Quận Berks, Pennsylvania
Xã Centre (tiếng Anh: Centre Township) là một xã thuộc quận Berks, tiểu bang Pennsylvania, Hoa Kỳ. Năm 2010, dân số của xã này là 4.036 người.